# Gălăbets (distrikt i Bulgarien, Burgas)
Gălăbets (bulgariska: Гълъбец) är ett distrikt i Bulgarien.   Det ligger i kommunen Obsjtina Pomorie och regionen Burgas, i den östra delen av landet, 300 km öster om huvudstaden Sofia.